# بيكن`س بتوم (باكينجهامشير)
بيكن`س بتوم (بالإنجليزية: Beacon's Bottom)‏ هي قرية تقع في المملكة المتحدة في باكينجهامشير.